# 金指勲
金指 勲（かなざし いさお、1920年/1921年 - 1945年3月19日）は、日本の海軍軍人。静岡県出身、海軍兵学校71期。
昭和20年3月19日、出水飛行場（出水海軍航空隊基地）から出撃、足摺岬南方海上で空母フランクリンを爆撃して損傷を与えるも戦死、享年24歳。
戦死後、鹿児島県出水市の特攻神社に関行男とともに祭神の1人として祀られた。